# Baierlach
Baierlach ist ein Gemeindeteil von Eurasburg im oberbayerischen Landkreis Bad Tölz-Wolfratshausen. Das Dorf liegt südöstlich von Eurasburg an der Kreisstraße TÖL 22.
Der Ortsname erscheint das erste Mal als Purinloh in einer Tauschurkunde des Bischofs Arnold von Freising aus der Zeit zwischen 875 und 883. Er bedeutet Wald mit Häusern.
Baierlach wurde als Ortsteil von Herrnhausen im Jahr 1978 zu Eurasburg eingemeindet.